# Краснознаменское сельское поселение (Тверская область)
Краснозна́менское се́льское поселе́ние (карел. Karačinan kyläkunda) — упразднённое муниципальное образование в составе Спировского района Тверской области России.

На территории поселения находились 22 населённых пункта. Центр поселения — посёлок Красное Знамя.

Образовано в 2005 году, включило в себя территории Бирючевского и Краснознаменского сельских округов.
Законом Тверской области от 5 апреля 2021 года № 19-ЗО к 17 апреля 2021 года было упразднено в связи с преобразованием Спировского муниципального района в муниципальный округ.

## Географические данные
- Общая площадь: 309,8 км².
- Нахождение: восточная часть Спировского района.
  - Граничило:
    - на севере — с Козловским СП,
    - на востоке — с Лихославльским районом, Толмачевское СП, Станское СП и Сосновицкое СП,
    - на юге — с Лихославльским районом, Барановское СП,
    - на западе — с Пеньковским СП.

Основная река — Медведица, на северо-востоке — озеро Спасоклинское.

## Экономика
Основные хозяйства: АО «Матвеевское», СПК «Бирючевское» и колхоз «Труженик».

## Население
| 2010  | 2011  | 2012  | 2013  | 2014  | 2015  | 2016  |
| ----- | ----- | ----- | ----- | ----- | ----- | ----- |
| 1349  | ↘1342 | ↘1306 | ↘1256 | ↘1220 | ↘1211 | ↘1182 |
| 2017  | 2018  | 2019  | 2020  | 2021  |       |       |
| ↘1165 | ↗1172 | ↘1166 | ↗1172 | ↘1159 |       |       |

По переписи 2002 года — 1497 человек (956 в Краснознаменском и 541 в Бирючевском сельском округе), на 01.01.2008 — 1375 человек.
Национальный состав: русские и карелы.

## Населенные пункты
На территории поселения находились следующие населённые пункты:
| №  | Тип нп | Название      | Население (2008 год) |
| -- | ------ | ------------- | -------------------- |
| 1  | дер.   | Алуферьево    | 9                    |
| 2  | дер.   | Бирючево      | 231                  |
| 3  | дер.   | Бухолово      | 29                   |
| 4  | дер.   | Волхово       | 18                   |
| 5  | дер.   | Высочка       | 0                    |
| 6  | дер.   | Грестьянка    | 3                    |
| 7  | дер.   | Дербужье      | 64                   |
| 8  | дер.   | Новгородка    | 11                   |
| 9  | дер.   | Обухово       | 0                    |
| 10 | дер.   | Паниха        | 2                    |
| 11 | дер.   | Полюжье       | 56                   |
| 12 | дер.   | Стешково      | 11                   |
| 13 | дер.   | Трубино       | 21                   |
| 14 | дер.   | Фомиково      | 36                   |
| 15 | дер.   | Шилково       | 0                    |
| 16 | дер.   | Важайново     | 15                   |
| 17 | пос.   | Красное Знамя | 590                  |
| 18 | дер.   | Лукино        | 36                   |
| 19 | село   | Матвеево      | 224                  |
| 20 | дер.   | Семенниково   | 3                    |
| 21 | дер.   | Черный Ручей  | 1                    |
| 22 | дер.   | Чудины        | 15                   |

### Бывшие населенные пункты
В 2000 году исключены из учетных данных деревни Дергуны и Кручинка.

Ранее исчезли деревни: Горка, Доронино, Кокшариха, Степаньково и другие.

Деревня Климово присоединена к селу Матвеево.

## История
В середине XIX-начале XX века деревни поселения относились к Песчаницкой и Никулинской волостям Вышневолоцкого уезда и Дорской волости Новоторжского уезда.

После ликвидации губерний в 1929 году территория входила:
- в 1929—1935 гг. в Московскую область, Спировский район,
- в 1935—1937 гг. в Калининскую область, Спировский район,
- в 1937—1956 гг. в Калининскую область, Спировский и Козловский районы,
- в 1956—1963 гг. в Калининскую область, Спировский район,
- в 1963—1965 гг. в Калининскую область, Вышневолоцкий район,
- в 1965—1990 гг. в Калининскую область, Спировский район,
- с 1990 в Тверскую область, Спировский район.